# تشوتشاريا

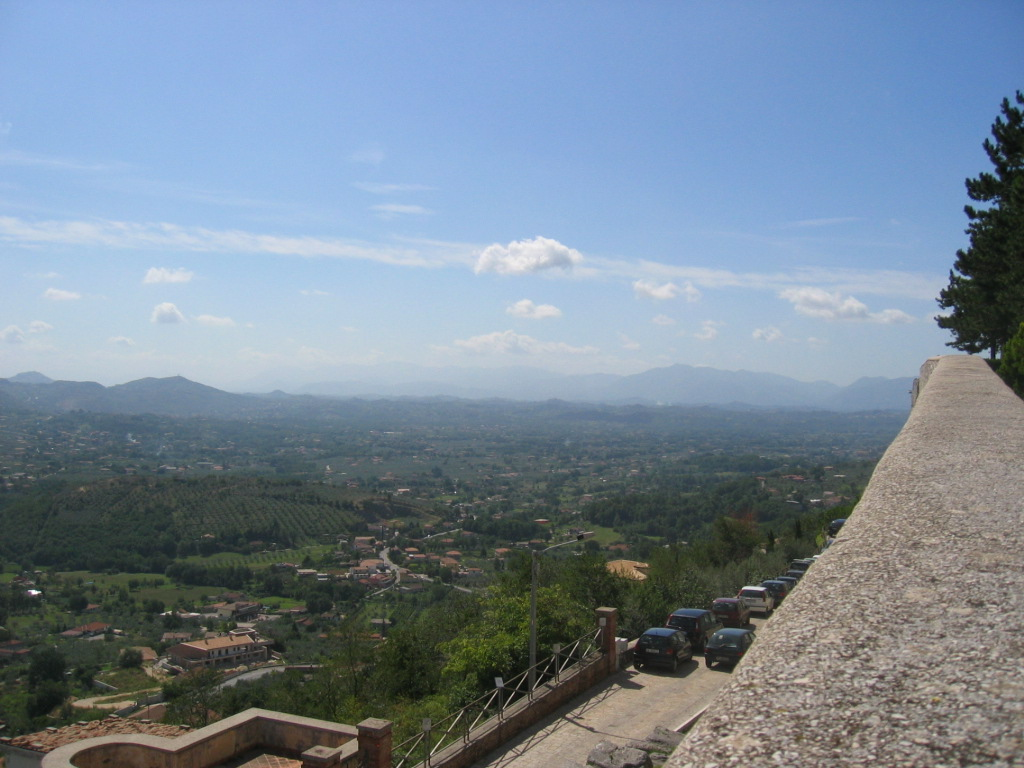

تشوتشاريا (بالإيطالية: Ciocciarìa)‏ هي منطقة موجودة بوسط إيطاليا داخل دائرة لاتسيو دون وجود حدود محددة. ومنذ 1921 بدأ تداول هذا الاسم في إشارة إلى مقاطعة فروزينوني.